# 앞치마

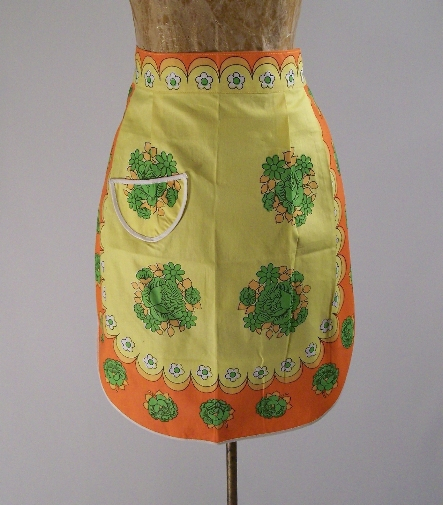

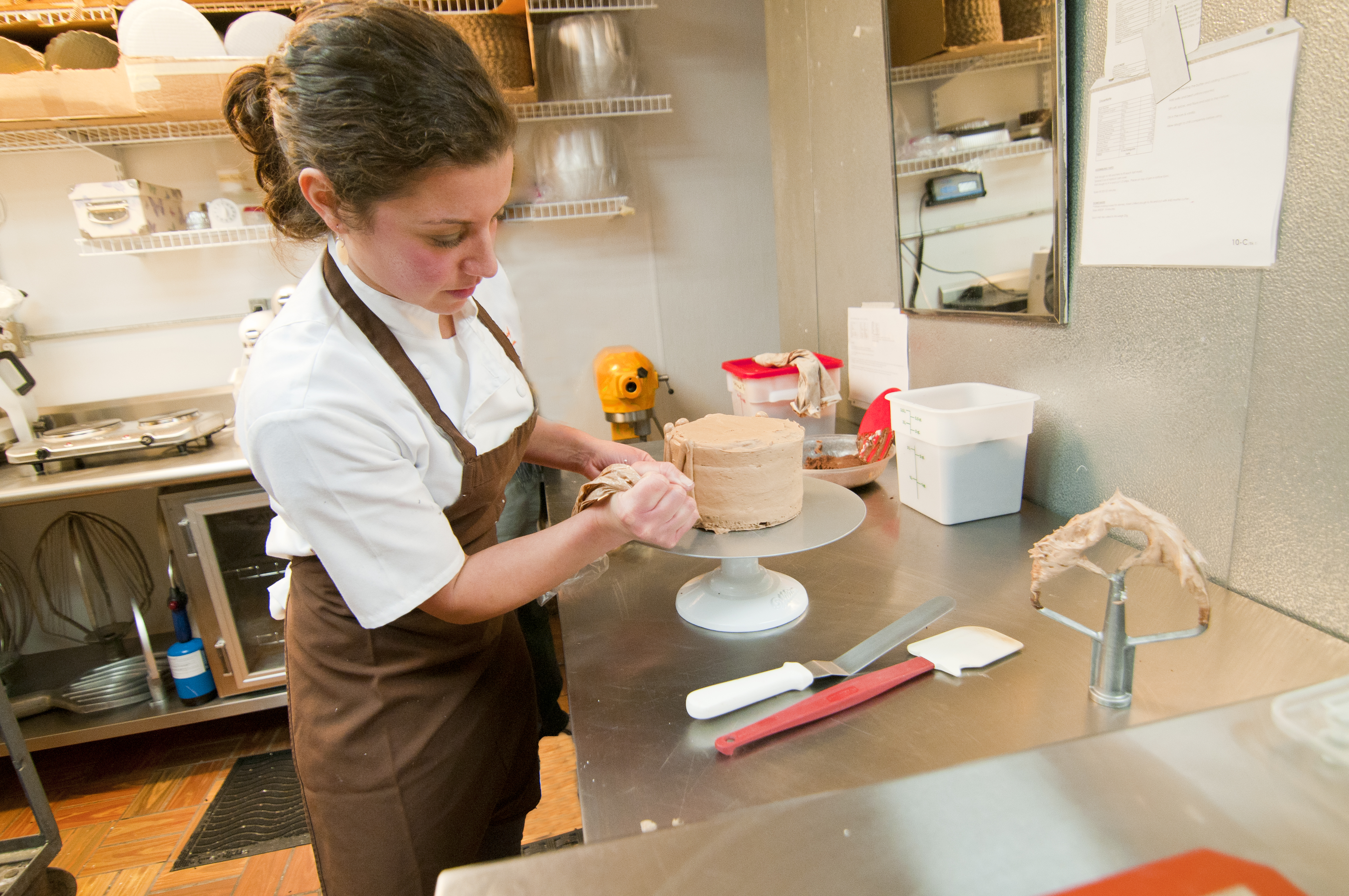
앞치마는 작업 시 착용할 수 있다.

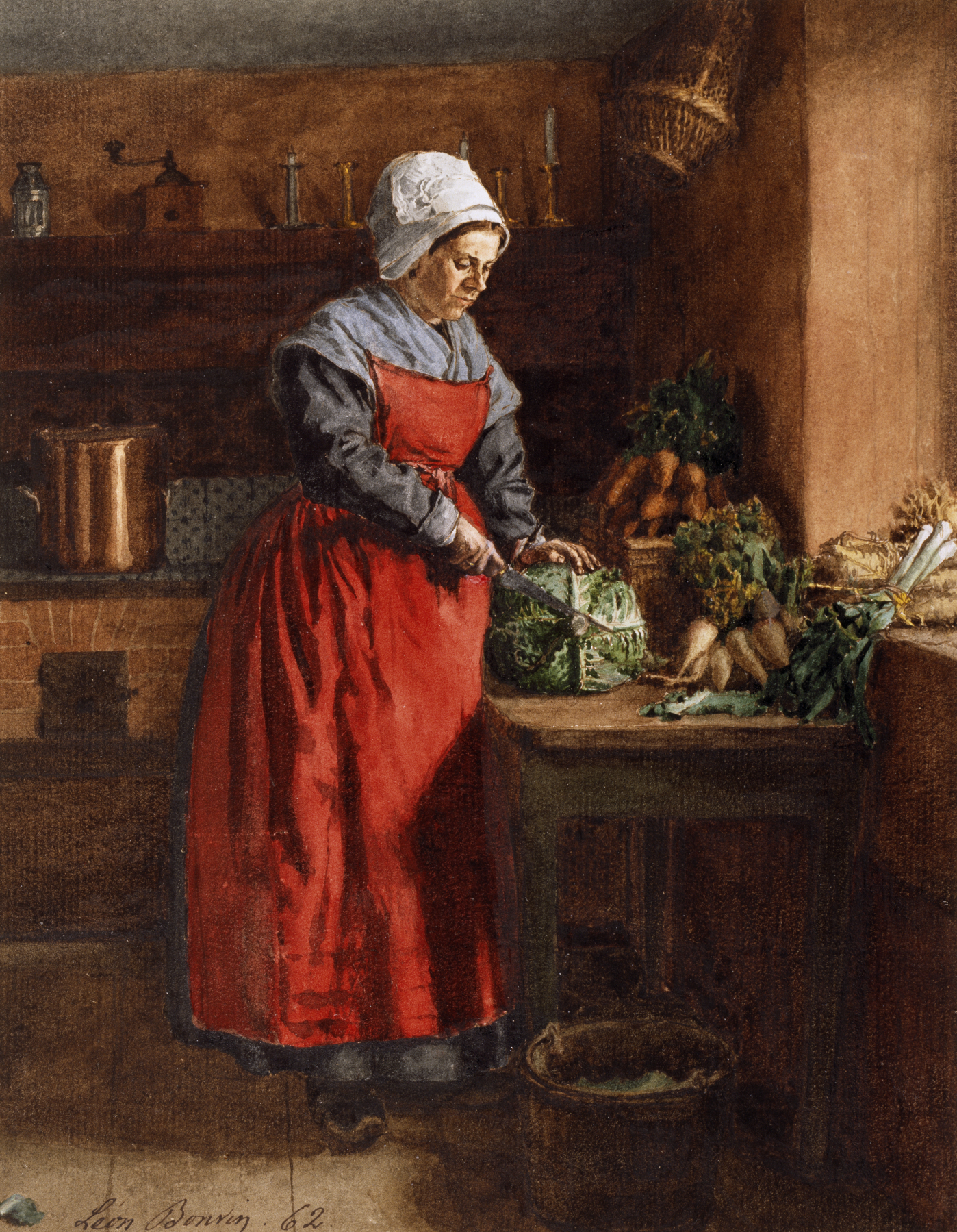
레옹 봉뱅의 붉은 앞치마를 입은 요리사

앞치마는 몸 앞쪽을 덮어 액체로부터 보호하기 위해 다른 옷 위에 입는 옷이다. 앞치마는 여러 가지 용도로 사용되며, 가장 일반적으로 옷과 피부를 얼룩과 자국으로부터 보호하는 기능적인 액세서리이다. 그러나 다른 유형의 앞치마는 장식용, 위생상의 이유, 제복의 일부, 또는 산, 알레르겐 또는 과도한 열과 같은 특정 위험으로부터 보호하기 위해 착용할 수 있다. 작업장에서 여분의 도구와 부품을 보관하거나 먼지 및 원치 않는 물질로부터 보호하는 데 사용될 수도 있다.
몸 앞쪽을 덮는 상의로서 앞치마는 제복, 장식, 의식복(예: 프리메이슨 앞치마) 또는 패션으로도 착용된다.
이 단어는 작은 천 조각을 의미하는 고대 프랑스어 napron에서 유래했다. 시간이 지남에 따라 "a napron"은 음운론적 재분절이라는 언어학적 과정을 통해 "an apron"이 되었다.

## 스타일

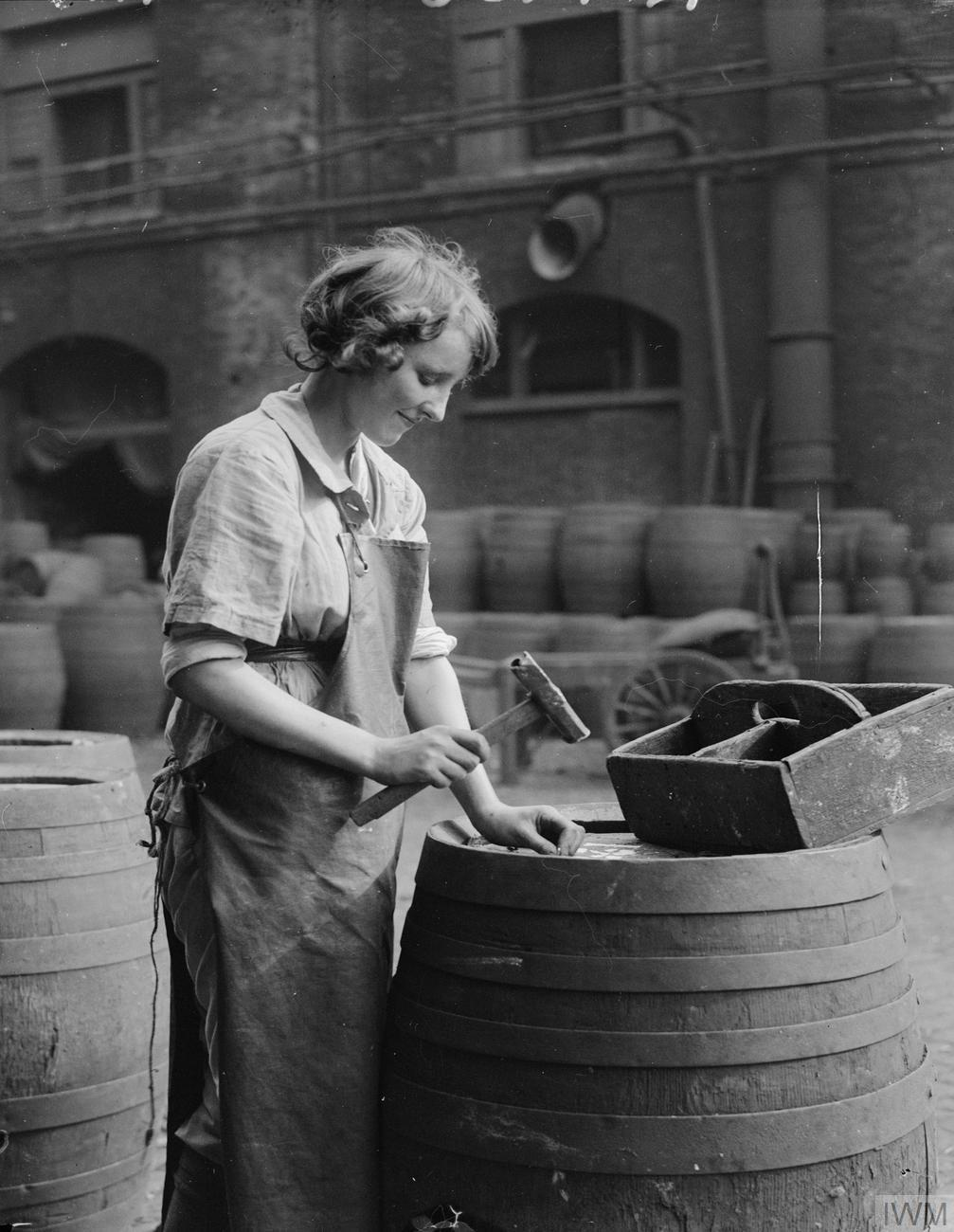
제1차 세계 대전 중 양조장에서 일하는 쿠퍼가 앞치마를 착용하고 있다.

앞치마의 목적에 따라 여러 가지 앞치마 형태가 있다. 기본적인 구분은 허리부터 아래쪽을 덮는 허리 앞치마와 몸의 상체도 덮는 턱받이 앞치마이다.
앞치마는 일반적으로 뒤에서 묶는 두 개의 리본 모양의 천 스트립으로 고정된다. 턱받이 앞치마는 목에 걸치는 스트랩(아마도 오늘날 가장 널리 퍼진 디자인)이 있거나, 뒤에서 교차하여 허리띠에 부착되는 어깨 스트랩이 있을 수 있다. 전자의 디자인은 턱받이 앞치마를 착용하기 특히 간단하게 만든다는 장점이 있다. 어깨 스트랩 디자인의 장점은 앞치마를 더 편안하게 착용할 수 있게 한다는 것이다. 목 스트랩은 움직임의 용이성을 약간 손상시킬 수 있다.
일부 현대 앞치마에는 유머러스한 표현, 디자인 또는 기업 로고가 있다.

### 턱받이 앞치마
턱받이 앞치마(또는 "프랑스 요리사 앞치마" 또는 "바비큐 앞치마"로 알려짐)는 수세기 동안 착용되어 왔다. 이 옷의 역사는 사람들이 천 조각을 사용하여 목에 걸쳐 뒤에서 묶는 턱받이 모양의 덮개를 만들면서 시작되었을 가능성이 높다. 턱받이 앞치마의 직관적인 디자인과 전신 커버력은 1880년대부터, 어쩌면 그 이전부터 상인들과 저소득층 사람들에게 인기 있는 앞치마가 되었다. 1960년대에는 여성들이 더 이상 가사 이상을 상징하는 앞치마를 원하지 않게 되면서 턱받이 앞치마가 가장 많이 사용되는 앞치마가 되었고, 현재는 다양한 변형, 색상, 디테일 및 직물로 제공된다.

### 피나포어

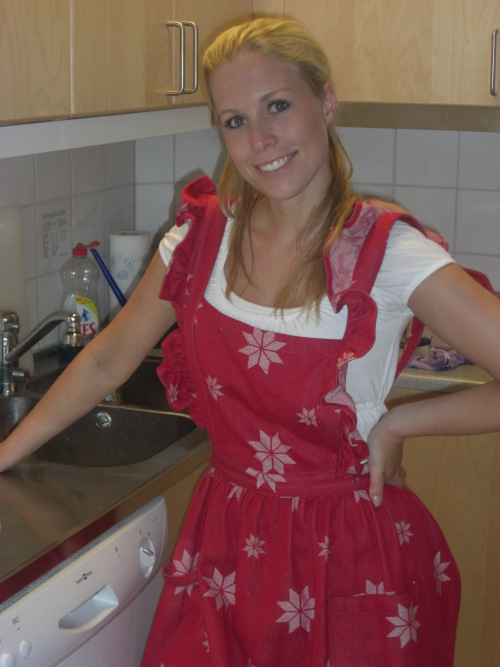
피나포어 스타일 앞치마.

피나포어는 소녀와 여성이 장식용 의복이나 보호복으로 착용할 수 있다. 관련 용어는 피나포어 드레스(미국 영어: 점프스커트)인데, 이는 윗옷이나 블라우스 위에 입도록 고안된 민소매 드레스이다.
피나포어는 팔을 위한 두 개의 구멍이 있는 전신 앞치마로, 일반적으로 목 바로 아래에서 뒤로 묶거나 단추로 잠근다. 피나포어는 어깨 위로 형성된 완전한 앞면을 가지는 반면, 앞치마는 일반적으로 턱받이가 없거나 더 작은 턱받이만 있다. 학교나 놀이를 위해 입는 아동용 의복은 피나포어일 것이다.

### 태버드

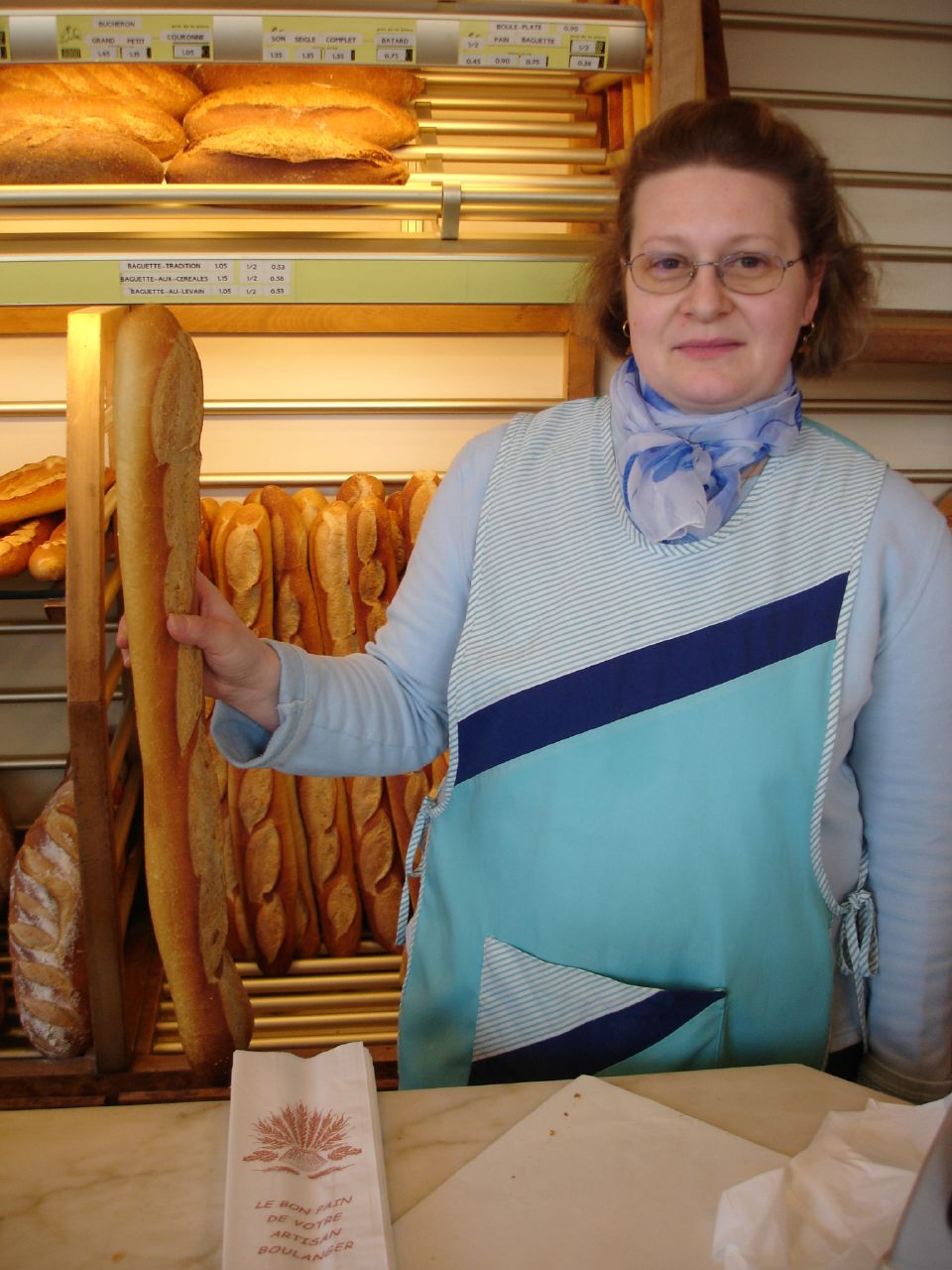
아르장퇴유 (발두아즈주, 프랑스) 제빵사의 아내,
태버드 (영국)
또는 코블러 앞치마 (미국) 또는
- sv:Överdragsförkläde (스웨덴) 착용

태버드(영국 영어; 미국 영어로는 코블러 앞치마)는 몸의 앞뒤를 모두 덮는 앞치마의 한 종류이다. 옆 끈이나 뒤로 묶는 허리띠로 고정된다. 몸의 상체 대부분을 덮고 있으며, 제과점, 병원, 대형 소매점 등 다양한 직업에서 사용된다. 원래 코블러의 앞치마는 일반적으로 가죽으로 만들어졌다.
대체 버전은 끈 대신 스냅을 사용하고 앞면에서 닫힌다. 이러한 앞치마는 사실상 조끼와 같으며, 직업용보다는 가정용으로 더 흔히 판매된다.

### 방갈로 앞치마
방갈로 앞치마는 여성의 가정 내 의류 품목이다. 대부분의 방갈로 앞치마는 매우 단순한 의복으로, 종종 기모노 소매(드레스 본체와 한 조각으로 재단된 소매), 장식이 거의 없거나 전혀 없으며, 가능한 한 적은 수의 잠금장치가 특징이었다. 대부분은 20세기 전반(대략 1910년대부터 1940년대까지)에 제작되었으며, 이 시기에 "파티오 드레스" 또는 오늘날의 라운저로 발전하거나 대체되었다.
대부분의 앞치마와 달리, 다른 드레스 위에 입는 것이 아니라 독립적인 의복으로 착용되도록 의도되었다. 아마 20세기 초의 전신을 덮는 랩어라운드 또는 풀오버 앞치마에서 발전했을 것이다.
방갈로 앞치마는 잠옷이나 하우스 코트와 하우스 드레스 사이에 위치했다. 아침 실내 착용에 적합했지만, 식료품점에 가거나 다른 비공식적인 상황에서 입을 수 있는 진정한 아침 또는 하우스 드레스와 달리 집 밖에서는 입지 않았다.

### 성직 의복
앞치마라는 용어는 현재는 거의 사용되지 않는 성직 의복의 한 품목으로, 성공회 주교와 대보제가 착용하는 것을 지칭하기도 한다. 성직 앞치마는 무릎 바로 위까지 오는 짧은 수단과 비슷하며, 대보제는 검은색, 주교는 보라색이다. 앞치마는 무릎 바로 아래까지 오는 검은색 반바지와 무릎 길이의 각반과 함께 착용한다. 이 복장의 역사는 한때 주교와 대보제가 말을 타고 교구나 대보제 관할 구역의 여러 지역을 방문했던 이동성을 상징적으로 나타낸다는 것이다. 이러한 의미에서 이 복장은 성직 수단보다 훨씬 더 실용적이었다. 후기에는 이 복장이 실용적이라기보다는 상징적인 의미가 강했으며, 20세기 중반 이후로는 점차 사라지게 되었다.

## 가정에서
앞치마는 전통적으로 가사일을 하는 모든 사람에게 필수적인 의복으로 여겨졌다. 1960년대 중반부터 미국과 같은 일부 국가에서는 더 저렴한 옷과 세탁기의 보급으로 앞치마가 덜 일반화되었다. 그러나 많은 곳에서 앞치마 착용 관행은 여전히 강하다.
오늘날 앞치마는 남성과 여성 모두 집안일을 할 때 착용하면서 약간의 르네상스를 누리고 있다. 예를 들어, 월스트리트 저널의 2005년 기사는 앞치마가 미국에서 "레트로 시크 패션 액세서리로 르네상스를 누리고 있다"고 주장했다. 그러나 여전히 1960년대 이전만큼 널리 퍼져 있지는 않다.
앞치마는 오늘날 대부분의 사람들이 남녀 모두에게 동등하게 적합하다고 생각한다. 그러나 지배적인 사회 규범은 여성들이 종종 더 섬세한 옷을 입도록 하여, 앞치마가 제공하는 보호를 더 원할 가능성이 높다는 것을 보장한다. 이는 앞치마가 요리 및 설거지를 위한 전통적인 옷이었기 때문일 수도 있으며, 이는 주로 여성들이 해왔던 일이었다.
하인이 고용주로부터 제복을 지급받을 경우, 앞치마가 종종 포함된다. 앞치마는 위생뿐만 아니라 신원 확인을 위해서도 착용된다.

## 역사 속 보호용 및 유행 앞치마
중세 및 르네상스 시대에는 직물이 귀했기 때문에 앞치마는 당시에는 귀중한 옷을 보호하기 위해 허리에 묶는 천 조각에 불과했다.

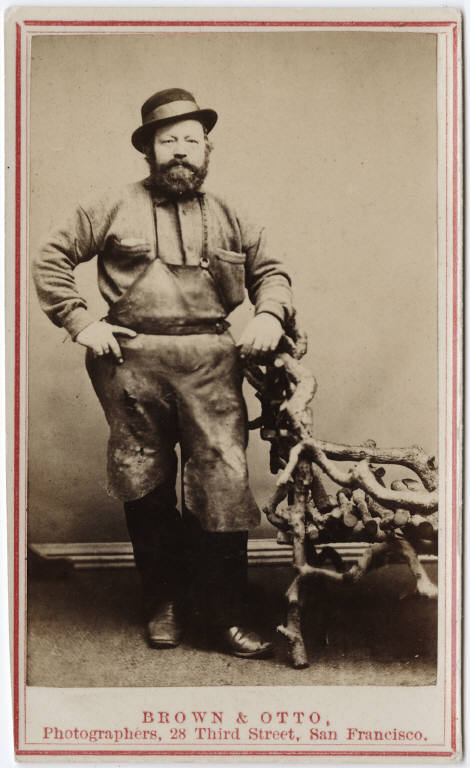
다리가 갈라진 턱받이 앞치마

중세 유럽에서는 대장장이, 갑옷 및 무기 제작자, 정원사, 조각가, 가구 제작자, 가죽 세공인, 구두 수선공, 재단사, 보석상, 금속 단조공, 생선 판매원, 시계 제작자, 주부, 상인, 장인, 석공들이 앞치마를 착용했다. 앞치마가 너무 흔했기 때문에 다양한 직업에서 구별되는 스타일이 나타나면서 상인들을 일반적으로 "앞치마 맨"이라고 불렀다. 예를 들어, 영국 이발사들은 "체크무늬 앞치마 맨"으로 알려졌다. 구두 수선공은 신발에 사용하는 검은색 왁스로부터 옷을 보호하기 위해 검은색을 입었다. 정육점 주인은 파란색 줄무늬를 입었다. 집사들은 녹색 앞치마를 입었다. 파란색은 직공, 방직공, 정원사들이 흔히 입었다. 석공들은 작업 시 발생하는 먼지로부터 보호하기 위해 흰색 앞치마를 입었고, 21세기에도 앞치마는 프리메이슨 의식복의 일부로 남아있다. 이 앞치마들은 길고 무릎 아래까지 내려왔으며, 가슴을 보호하기 위한 덮개나 턱받이가 있었다. 1813년 영국 프리메이슨의 고대 및 현대 지부 간에 잉글랜드 대지부 연합이 이루어지면서 오늘날까지 이어지는 많은 복장과 의식의 변화를 가져왔다. 프리메이슨 앞치마와 관련하여 이를 표준화할 필요성이 있다고 느껴졌고, 그 결과물이 오늘날 우리가 사용하는 앞치마들이다. 네덜란드인들은 검은색 테두리와 덮개에 해골과 뼈가 있는 앞치마를 입었다. 스코틀랜드 로지는 각자의 앞치마 디자인, 색상, 형태를 선택할 개별적인 권리를 가지고 있다. 일부는 타탄 무늬를 사용하고, 다른 많은 로지는 삼각형이 아닌 원형 덮개를 사용한다. 프랑스 외인 부대 병사들은 18세기 초부터 가죽 앞치마를 의식복의 일부로 착용했다.
이러한 실용적인 시작에서 현대적인 앞치마는 시간이 지남에 따라 더욱 세련되어졌다. 르네상스 시대에는 더 좋은 직물로 제작된 환상적인 앞치마가 나타나기 시작했는데, 일반적으로 턱받이가 없었고 종종 자수가 놓여 있었다. 부유한 여성들은 종종 분리 가능한 소매가 있는 긴 드레스를 선호했으며, 비싼 가운을 깨끗하게 유지하기 위해 다양한 장식과 재료의 빨 수 있는 앞치마나 오버드레스를 입었다.

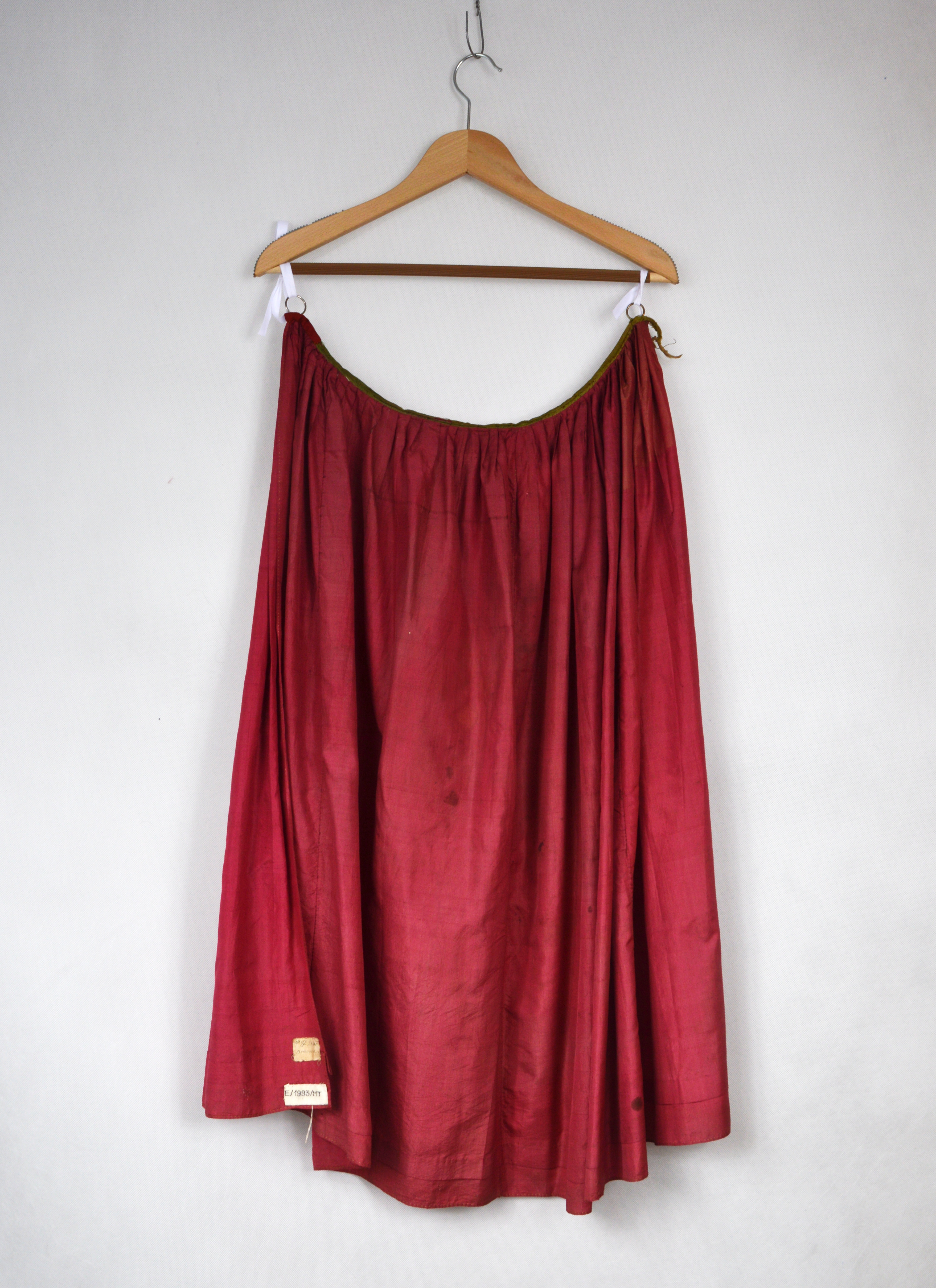
19세기 초, 포트할레 지방의 앞치마

앞치마는 1500년대에 여성들이 비싼 레이스와 자수로 장식하기 시작하면서 패션으로 자리 잡았다.
1650년대 잉글랜드에서는 올리버 크롬웰이 여성과 소녀들이 단정하게 옷을 입어야 한다고 선포하면서 정치가 여성의 패션을 지배했다. 이는 여성의 목부터 발끝까지 덮는 긴 검은 드레스 위에 흰 앞치마를 입는 청교도적인 모습을 불러일으켰다.
빅토리아 시대 영국의 산업 혁명이 한창일 때, 시장에는 다양한 종류의 앞치마가 넘쳐났다. 공장과 재봉틀의 발달로 소비자들은 선택의 폭이 넓어졌다. 전신 앞치마, 리넨 앞치마, 러플이나 주름 또는 레이스가 달린 리넨 앞치마, 자수가 놓인 그로그랭 앞치마, 또는 플라운스가 달린 앞치마 등을 선택할 수 있었다. 앞치마는 고용주와 피고용인 간의 지위 차이를 나타내는 방법이었고, 직원의 제복은 엄격하게 규제되었다. 예를 들어, 가정부는 낮에는 무늬 있는 드레스를 입고, 저녁 식사 시간에는 검은색 드레스와 격식 있는 앞치마로 갈아입을 수 있었다.
현대 남아프리카 공화국에서는 젊은 여성들이 성년식을 기념하기 위해 구슬 장식 앞치마를 착용한다.

### 고대 의식용 앞치마
앞치마를 착용한 고대 신의 예는 전 세계에서 찾을 수 있다. 풍요의 여신 조각상은 앞치마를 착용한 여성의 가장 초기의 묘사일 수 있다. 크레타에서 발굴된 이 고대 뱀 여신 조각상은 기원전 1600년경 미노아 여성들이 어떻게 입었는지를 보여준다: 타이트한 상의, 맨 가슴, 그리고 긴 드레스를 덮는 자수 또는 직조 앞치마. 고대 이집트의 기념물과 벽화에는 착용자가 일종의 입문식에 참여할 때 끝이 위로 향한 삼각형 모양의 앞치마가 묘사되어 있다. 중국에서는 일부 고대 신상들이 반원형 앞치마를 착용하고 있다. 중앙아메리카에서는 고대 신들이 항상 앞치마를 착용한 모습으로 조각되어 있다. 테포슈테카틀(보존자)은 삼각형 덮개가 있는 앞치마를 착용한 모습으로 묘사된다. 사제들은 신에 대한 충성과 권위의 상징으로 비슷한 앞치마를 착용했다.

## 미국에서
앞치마는 아메리카 원주민과 이후의 사람들에 의해 북아메리카의 기록된 역사 전반에 걸쳐 사용되어 왔다. 주방 앞치마는 1950년대에 가족과 가정의 전후 상징이 되면서 인기가 절정에 달했지만, 1960년대에는 다소 인기가 시들었다. 사람들은 앞치마 없이 일하거나, 1950년대 주부의 이미지와 반대되는 유니섹스적이고 단순하며 각진 디자인의 턱받이 앞치마를 선택했다. "프랑스 요리사 앞치마" 또는 "바비큐 앞치마"로도 알려진 턱받이 앞치마는 여전히 미국 시장에서 지배적인 앞치마로 남아 있으며, 다양한 색상, 디테일 및 직물로 제공된다.

### 초기 미국 앞치마
아메리카 원주민들은 실용적인 목적과 의식적인 목적 모두로 앞치마를 착용했다. 초기 여성 정착민들은 평범하고 긴 흰색 앞치마를 입었다. 나중에 퀘이커 여성들은 길고 화려한 실크 앞치마를 입었다.
뉴잉글랜드의 도시들이 성장하면서 더욱 정교한 옵션들이 나타나기 시작했다. 18세기 미국의 상류층 여성들은 때때로 허리 앞부분이 아래로 내려간(가운의 상의를 가리지 않기 위해) 자수 앞치마를 입었다.

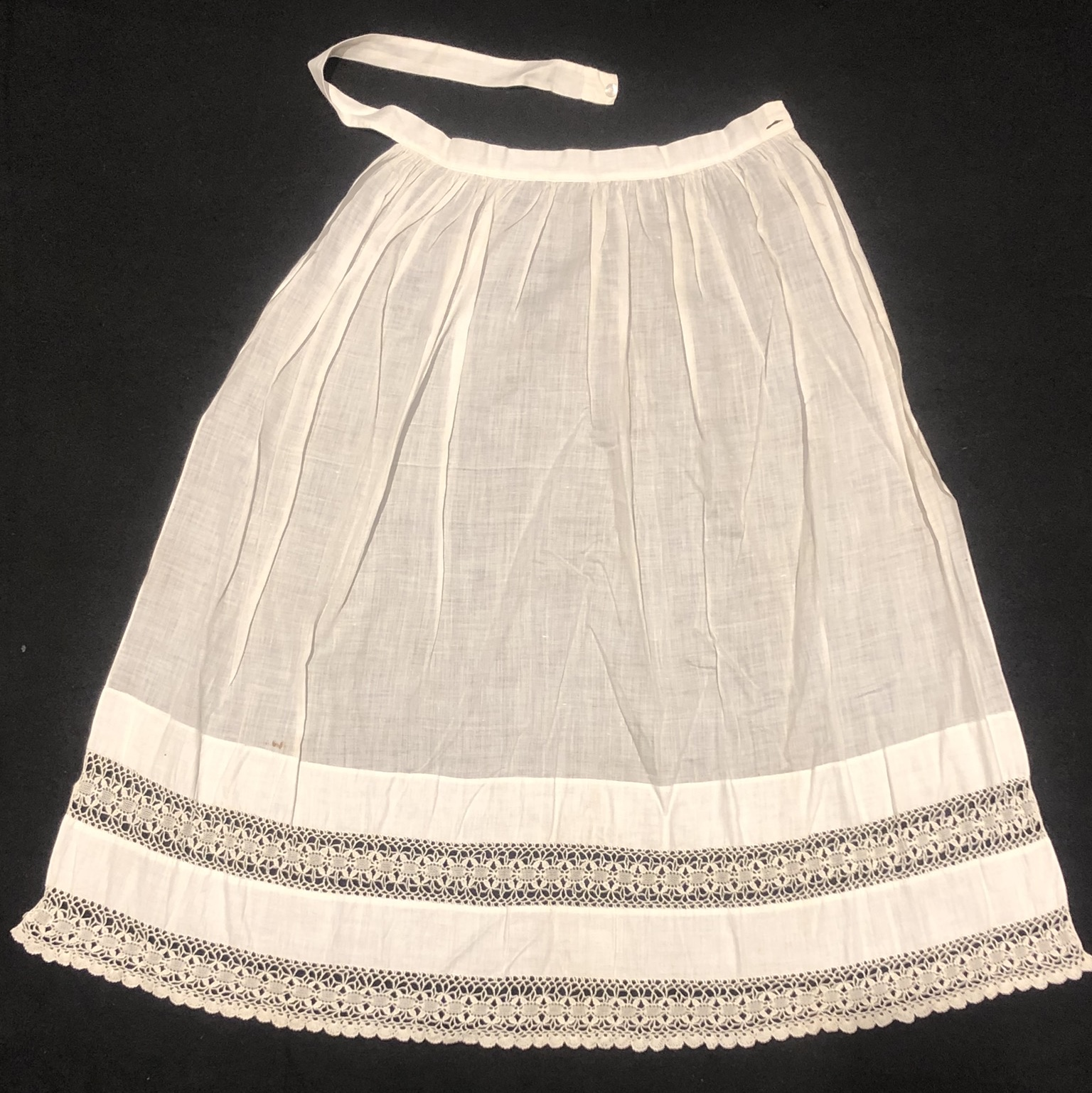
레이스 달린 흰색 면 앞치마 1890~1915년, 스미스 칼리지, 노스햄턴, 매사추세츠주 역사 의류 컬렉션. 2011.8.125.

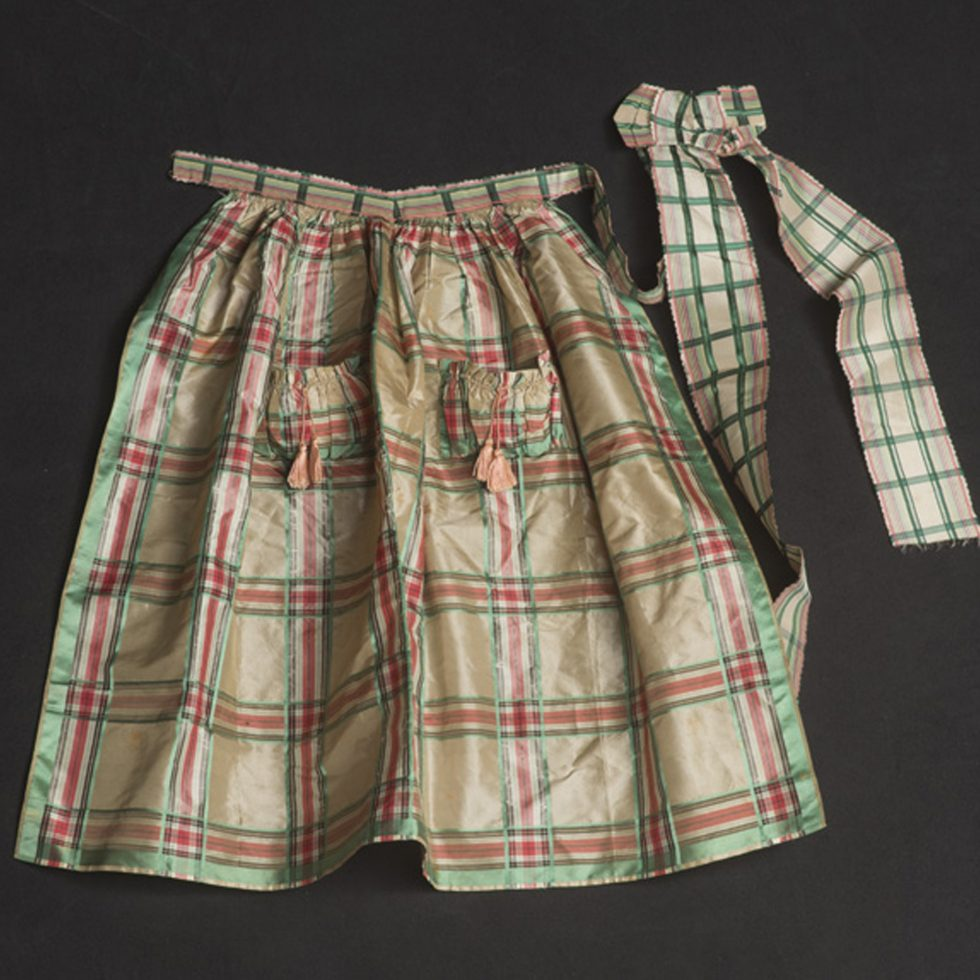
1840년, 스미스 칼리지, 노스햄턴, 매사추세츠주 역사 의류 컬렉션. 1979.7.45.

### 1800년대
1800년대 영국과 미국에서는 하녀와 부유한 여성 모두 앞치마를 착용했다. 하녀 앞치마는 전통적으로 흰색이었으며 "깨끗하고 단정하며 적절해야" 했다. 하녀의 옷은 당시의 패션 트렌드를 따르면서도 고용주의 계급 지위와 부를 나타내야 했다. 일부 앞치마는 집 손님 앞에 자주 나타나는 하녀들을 위해 약간의 세련미를 더하기 위해 레이스, 자수 또는 주름 장식이 있었다.
당시의 부유한 주부들 또한 사회에서의 가족 지위와 가정 생활에 대한 헌신을 과시해야 했다. 그들은 앞치마를 착용함으로써 이를 과시했는데, 물론 이 앞치마들은 하녀들의 흰색 면 앞치마보다 훨씬 더 우아하고 값비싼 것이었다. 인기 있는 재료로는 검은색 레이스, 셰닐 테두리가 있는 새틴, 물결 무늬 실크, 새틴 등이 있었다. 이 정도 수준의 앞치마는 19세기 초 지위 있는 여성의 모닝 드레스와 함께 필수적이었다. 이 시기에는 "모닝 또는 애프터눈용 (새틴과 물결 무늬 실크) 앞치마보다 더 큰 열풍은 없었다." 우아하고 다채로운 앞치마는 또한 여성이 "화려한 리본이나 반짝이는 가위"를 구입하기 위해 순회 상인에게 속을 돈이 있음을 상징했다.
화려한 앞치마가 상징하는 또 다른 의미는 에덴 동산에서 이브가 착용한 "무화과 잎"이었다. 여성들은 자신들의 장식용 앞치마를 "무화과 잎"이라고 불렀고, 이로써 자신들의 "성적 부위"에 주의를 끌었다. 작고 장식된 앞치마는 "도발적인 패션"의 한 예였다. 적어도 한 개인 일기장에 따르면, 당시 남자들은 "무화과 잎" 앞치마를 입은 여성을 발견하면 "오 마이!"라고 큰 소리로 외치며, 때로는 얼굴을 붉히고 그 자리에서 기절했다고 한다.
하녀와 주부를 위한 앞치마는 집에서뿐만 아니라 외출할 때도 착용되었다. 메리 엘렌 베스트의 그림 "1835년 4월 프랑크푸르트 박람회 풍경. 마인 강을 따라 늘어선 노점들 중 일부"는 화려하게 장식된 다채로운 앞치마를 입은 어머니와 녹색 피나포어 앞치마를 입은 딸을 보여준다. 그들은 시장에서 쇼핑을 하고 있으며, 세련된 앞치마의 모습으로 상류층 지위와 여성적 가정 생활과의 연관성을 보여주고 있다.

### 1920년대
1900년대부터 1920년대까지 부유한 여성들은 화려하고 정교하게 수놓은 앞치마를 착용했다. 1920년대의 앞치마는 당시의 스타일, 즉 헐렁하고 긴 스타일을 반영했다. 종종 단추로 잠그고 자수로 장식되었으며, 이 시대에는 많은 앞치마 스타일이 등장했고 상점들은 집에서 앞치마를 만들고 장식할 수 있는 패턴과 키트를 판매하기 시작했다.
이 시기의 앞치마는 세련된 패션의 실루엣을 따랐는데, 길고 허리선이 없었다.

### 1930년대 – 1940년대
"후버렛" 또는 "후버 앞치마"는 당시 미국 식품 행정 책임자였던 허버트 후버의 이름을 따서 명명되었다. 직장에 나가는 여성들은 작업복, 스모크, 앞치마 등 직업에 필요한 보호복을 착용했다. 집에서는 크고 넉넉한 주머니와 허리 라인이 강조된 전신 앞치마를 입었으며, 종종 단추, 주머니, 대조되는 색상으로 장식되어 있었다.
앞치마는 대공황 기간 동안 평범해졌다. 직물이 부족했기 때문에 여성들은 밀가루와 동물 사료 자루로 앞치마를 만들어 옷을 보호했다. 피나포어 앞치마, 또는 애칭으로 "피니"라고 불리는 앞치마가 인기를 얻기 시작했다. 도로시는 오즈의 마법사에서 파란색과 흰색 깅엄 체크 피나포어를 착용하여 유명해졌다.

### 1950년대

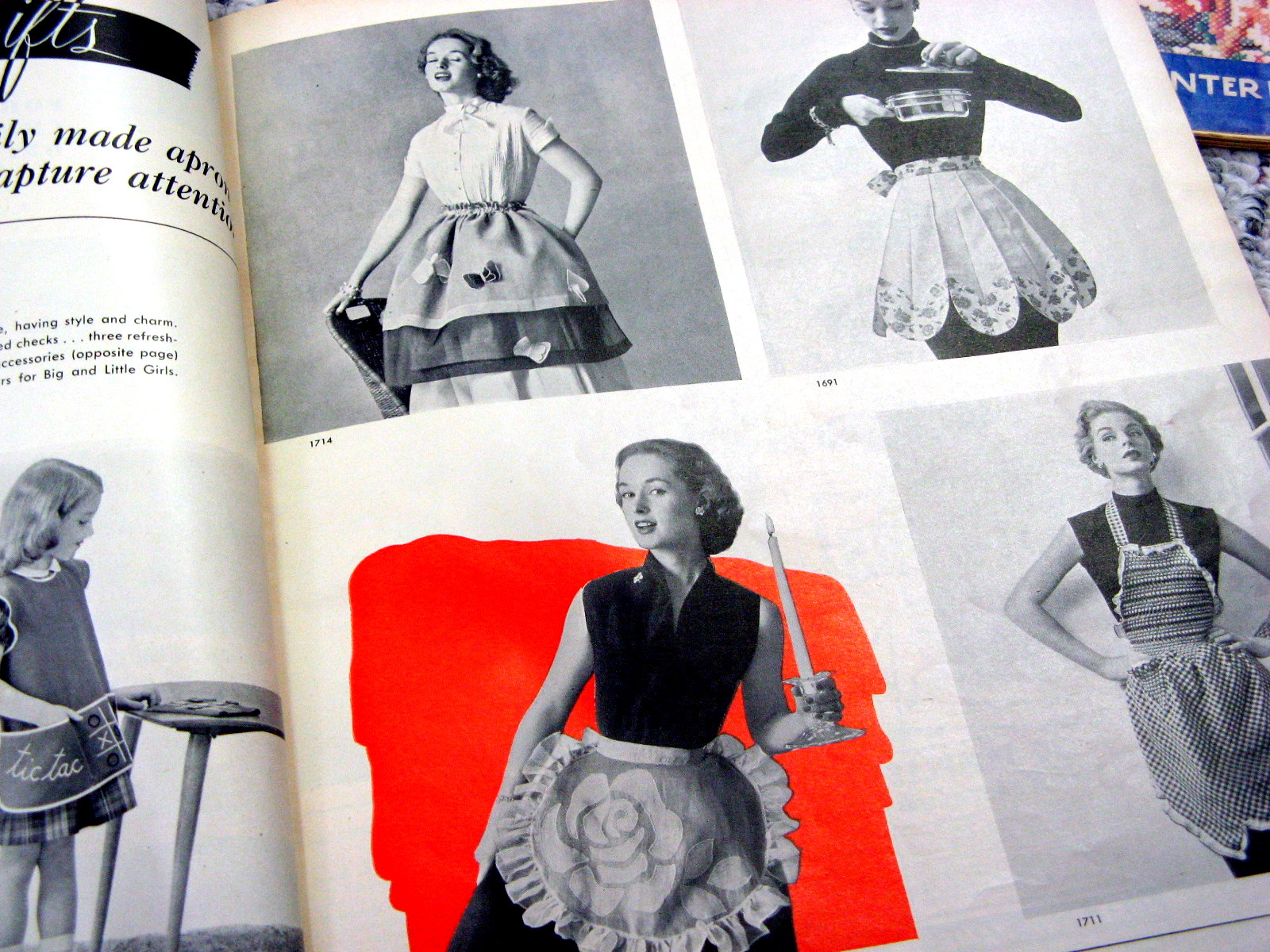
1950년대 앞치마 광고

전후 가족 가치는 앞치마를 가정, 가족, 어머니, 아내의 상징으로 만들었다. 재봉틀과 천을 사용할 수 있게 되면서 상업용 및 수제 앞치마는 전문 주부의 제복이 되었다. 1940년대와 50년대 잡지에는 다리미, 주방 가전제품, 식품 등 가사 또는 요리와 관련된 거의 모든 광고에 앞치마를 두른 여성들이 등장한다. 1950년대에는 매우 빳빳한 면, 사료 자루, 그리고 특별한 행사에는 레이스로 장식된 얇은 천으로 만든 반앞치마가 등장했다. 일상용으로 밝은 면 프린트의 투피스 앞치마와 짧은 스모크도 인기를 끌었다.
전후 전형적인 주부는 실용적이고 창의적이었다. 그녀는 남은 천, 여분의 주방 커튼, 행주, 손수건, 밀가루 자루로 앞치마를 만들었다. 앞치마를 만들 때 그녀는 디자인뿐만 아니라 기능도 고려했다. 많은 1950년대 앞치마는 바느질, 청소, 요리 및 "엄마" 테마로 장식되었다.
1950년대 남편들은 주말 바비큐 파티에 턱받이 앞치마를 즐겨 입었는데, 종종 아빠의 그릴 실력에 대한 문구가 적혀 있었다.

### 1960년대 – 1970년대
20세기 후반 페미니스트 운동이 시작되면서 여성들이 가정과 가족을 넘어 성취감을 찾기 시작함에 따라 앞치마는 인기가 시들해졌다. 이에 사람들은 일을 할 때 앞치마를 전혀 입지 않거나, 덜 전형적으로 여성스러운 턱받이 앞치마를 입었으며, 때로는 앞치마에 아이러니하거나 비꼬는 문구를 쓰기도 했다.
앞치마는 의복 보호 수단으로서 작업장의 필수품으로 남아 있었다. 앞치마는 또한 작업복으로, 정육점 주인, 웨이트리스, 요리사뿐만 아니라 미용사와 이발사 등 식품 관련 직업에 종사하는 사람들도 착용했다.

### 1980년대 – 오늘날
1980년대에는 많은 가정 요리사들이 앞치마를 입지 않았다. 앞치마를 입는 사람들은 주로 턱받이 앞치마나 빈티지/레트로 DIY 앞치마를 입었다. 그러나 최근 들어 앞치마는 다시 인기를 얻고 있다. 서비스 산업 종사자들은 회사 로고가 새겨진 턱받이 앞치마 등 작업복으로 앞치마를 계속 착용한다. 오늘날에는 집안일(예: 요리, 청소)을 하거나 지저분한 취미나 직업(예: 스타일링, 정원 가꾸기, 그림 그리기)을 추구하는 것에 대한 부정적인 사회적 낙인은 없다.